# Alexandre Savérien
Alexandre Julien Savérien, né le 16 juillet 1720 à Arles et mort le 3 mai 1805 à Nanterre, est un écrivain, philosophe et mathématicien français.

## Biographie
Fils de Julien Savérien, enquêteur commissaire examinateur au siège d’Arles, et de Thérèse Mercurin, Savérien fit des études chez les Jésuites d’Arles et fut admis garde de l’étendard de Marseille dans la marine de guerre.
Attiré très jeune par les sciences, il obtint à vingt ans le brevet d’ingénieur de marine. Ses ambitions le poussant à quitter la Provence, Savérien devint professeur à Paris à vingt-deux ans. En 1742, il composa un Discours sur la navigation et la physique expérimentale qu’il réécrivit trois fois sur le conseil de l’abbé Desfontaines. Ce discours lui permit d’obtenir une relative reconnaissance. Il est un des rares historiens de mathématiques à avoir lu le Cursus d'Hérigone.

## Son œuvre

### Premiers traités de science maritime
Il consacra la totalité des années suivantes à l’étude et à la recherche et publia une multitude d’autres discours et traités, parmi lesquels :
- Manœuvre des vaisseaux (1744),
- Recherches historiques sur l’origine et le progrès de la construction des navires des anciens (1747),
- L’Art de mesurer sur mer le sillage des vaisseaux (1750),
- Description et usage des globes célestes et terrestres (1752).

On ne sait ce qui a motivé chez lui sa passion pour les sciences de la mer, si ce n'est peut-être son enfance arlésienne.

### Mathématiques, physique
Avec les années, sa passion pour la mer se diversifia pour alimenter des écrits plus généraux :
- Dictionnaire universel de mathématiques et de physique (1753),
- Histoire critique du calcul des infiniment petits (1753),
- Réédition et enrichissement du Dictionnaire d’architecture de D’Aviler (1755),
- Dictionnaire historique, théorique et pratique de la Marine (1758, réimpr. 1781).

### Philosophie
Il entama ensuite une série sur la philosophie :
- Histoire des philosophes modernes, avec leurs portraits gravés par François (1760, rééd. 1769-1773)[3],
- Histoire des progrès de l’esprit humain dans les sciences exactes et les arts qui en dépendent (1766, rééd. 1776),
- Histoire des philosophes anciens, jusqu’à la renaissance des lettres, avec leurs portraits (1771),
- Histoire des progrès de l’esprit humain dans les sciences naturelles... (1775).

Son arrivée aux sciences mathématiques et physiques était due en grande partie à la lassitude qu’il ressentait face aux critiques qui ne tardèrent pas à poindre. En outre, aucun avancement ne lui étant proposé, il entreprit de lui-même des recherches dans des domaines étrangers à la marine.

## Les querelles des spécialistes
La fécondité de sa production ne doit pas laisser oublier la qualité du propos et, dès ses premiers écrits, il se crée des ennemis et provoque des querelles de spécialistes. À cet égard, le mathématicien Bernoulli lui sera d’une aide précieuse en 1744. Citons au nombre de ces critiques ses discussions avec Bouguer sur le point d’appui du mât de navire, Bouguer bénéficiant du soutien de l’Académie des sciences. Ces discussions incessantes lui valurent une profonde remise en question : « Je prie le petit nombre de ceux qui s’intéressent encore véritablement aux progrès des sciences, écrira-t-il, d’être bien persuadés que ces progrès seuls me tiennent au cœur. Je n’ai aucune prétention ; la tranquillité et le repos me paraissent infiniment préférables à la gloire ou à la réputation la plus brillante. »
Arles non plus ne le reconnaîtra pas. Depuis son séjour à Paris, « il est venu deux fois à Arles, écrit l’abbé Bonnemant. La première fois, il fut recherché par tous ceux qui se piquaient de bel esprit dans cette ville, et il faut avouer que, quoique l’étude des mathématiques influe beaucoup sur le caractère en lui communiquant de sa sécheresse, Savérien a du feu dans l’imagination, des saillies et des reparties vives. Il fait aussi d’assez bons vers. Il parut aussi, cette première fois, d’un commerce aimable et honnête. Mais les procédés extravagants et injustes qu’il a eu avec sa famille dans son second voyage en 1775, le ton caustique qu’il a pris vis-à-vis de ceux qui l’ont approché, lui ont si fortement aliéné les esprits qu’il est resté seul pendant tout le séjour qu’il a fait dans cette ville. »
Humeur d’intellectuel ? Réponses aux critiques faciles des siens face à la réussite de l’enfant exilé ? Il n’empêche que la brouille d’avec sa famille fut définitive. Savérien dut vivre ses dernières années au jour le jour, sans fortune, ses œuvres ne lui rapportant quasiment rien. La Révolution ne lui fut pas plus bénéfique, le privant de la plupart de ses moyens d’existence.
Épuisé et surmené, il se retira dans le village de Nanterre, près de Paris, où il habita une modeste et humide maison paysanne, alité la plupart de ses hivers, faute de bois pour se chauffer et perclus d’infirmités. Il n’eut aucun enfant de son épouse, Catherine Denise d’Autane, une mégère épousée à Paris, et mourut dans le dénuement le plus complet.

## Reconnaissance posthume
En l’an III de la République, le nom de Savérien fut donné à une rue d’Arles, dans le quartier de la Roquette. Cette rue fut rebaptisée rue Saint-Nicolas le 3 juillet 1826. Il fallut attendre une délibération du conseil municipal de la ville d’Arles en date du 16 novembre 1901 pour qu'elle reprenne le nom de « rue Alexandre-Savérien », nom qu’elle conserve aujourd’hui.